# 17 novembre 1969
Le lundi 17 novembre 1969 est le 321e jour de l'année 1969.

## Naissances
- David Bell, écrivain américain, né en 1969
- Eric Iljans, skieur acrobatique suédois
- Jean-Michel Saive, pongiste belge
- Lamine Sagna, joueur de football sénégalais
- Magdalena Śliwa, volleyeuse polonaise
- Nelson Barbosa, économiste et homme politique brésilien
- Rebecca Walker, écrivaine américaine
- Suzan Gail LeVine, diplomate américaine
- Sven Giegold, politicienne allemande
- Vincent Toh Bi Irié, préfet ivoirien

## Décès
- Edward Allman-Smith (né le 3 novembre 1886), joueur de hockey sur gazon irlandais
- Kuniyuki Tokugawa (né le 13 décembre 1886), personnalité politique japonaise
- Muriel Matters (née le 12 novembre 1877), suffragette, conférencière, journaliste australienne
- Norbert Bosset (né le 14 août 1883), politicien suisse
- Václav Krška (né le 7 octobre 1900), cinéaste et écrivain tchécoslovaque